# DOSEMU
DOSEMU je emulátor pro operační systém Linux zprostředkovávající rozhraní mezi fyzickým operačním systémem Linux a operačním systémem MS-DOS nebo MS-DOS kompatibilní. DOSEMU emuluje procesor 8086 s architekturou x86. Skládá se tedy ze dvou částí zprostředkovávajícím rozhraním mezi operačními systémy a libovolným operačním systém s MS-DOS kompatibilním. DOSEMU obsahuje v základním balíčku operační systém FreeDOS.